# Лойтенберг
Лойтенберг (на немски: Leutenberg) е град в окръг Залфелд-Рудолщат в провинция Тюрингия, Германия, с 2156 жители (2015). Намира се на 18 km югоизточно от Залфелд.
Селището е споменато за пръв път в документ през 1187 г. като Лутенберг (Lutenberg).